# Botox (The Night Skinny)
| Recensione | Giudizio |
| ---------- | -------- |
| Newsic     | 8/10     |
| Rockol     | 7.5/10   |

Botox è il sesto album in studio del DJ producer italiano The Night Skinny, pubblicato il 16 settembre 2022 dalla Island Records.
L'album conta 21 tracce a cui hanno partecipato più di 40 artisti, rendendolo il lavoro più complesso dell'artista molisano.

## Tracce
1. Fake (feat. Geolier, Luchè) – 2:57
2. Diavolo (feat. Bnkr44, Ghali, Rkomi, Tedua) – 3:51
3. Blessed (feat. Ariete, Drast, Madame, Thasup) – 3:18
4. Marciapiede (feat. Ernia, Rkomi, Tony Effe) – 2:37
5. Non aprire (feat. Salmo) – 2:39
6. Mezzanotte in punto (feat. Bresh, Franco126, Ketama126) – 3:58
7. Giorni contati (feat. Geolier, Noyz Narcos, Paky, Shiva) – 2:53
8. Doppio Hublot (feat. Baby Gang, Guè) – 3:15
9. Coki (feat. Guè, Ketama126, Noyz Narcos, Tony Effe) – 3:54
10. Prodotto (feat. Ernia, Jake La Furia, Lazza, Paky) – 3:35
11. Come mi guardi (feat. Bresh, Coez, Madame) – 3:32
12. Dedication (feat. Anice, Geolier) – 3:03
13. Addio (feat. Ernia, Gazzelle, Mahmood, Rkomi) – 3:06
14. Scale (feat. Luchè) – 2:33
15. Per la strada (feat. Coez, Guè, Rkomi) – 3:31
16. Così non va (feat. Bnkr44, Elisa, Gaia, Madame, Rkomi) – 3:49
17. Millesimati (feat. J Lord, Lazza, Noyz Narcos, Salmo) – 2:49
18. Marmellata (feat. Carl Brave, Pyrex, Rkomi, VillaBanks) – 2:50
19. Changes (feat. 2Rari, Anice, J Lord, Vettosi) – 3:14
20. Sparami (feat. Ariete, Coco, Ernia) – 2:43
21. BTX Posse (feat. Coez, Ernia, Fabri Fibra, Geolier, Guè, Lazza, MamboLosco, Paky, Tony Effe, L'immortale) – 5:40

Tracce bonus nell'edizione digitale e streaming
1. Fernando (feat. Side Baby, Pyrex, MamboLosco) – 2:58

## Classifiche

### Classifiche settimanali
| Classifica (2022) | Posizione massima |
| ----------------- | ----------------- |
| Italia            | 1                 |
| Svizzera          | 24                |

### Classifiche di fine anno
| Classifica (2022) | Posizione |
| ----------------- | --------- |
| Italia            | 18        |
| Classifica (2023) | Posizione |
| Italia            | 58        |